# Прапавади Чаренраттанатаракун
Прапавади Чаренраттанатаракун (тайск. ประภาวดี เจริญรัตนธารากูล, урождённая Чанпим Кантатиан; род. 29 мая 1984, Накхонсаван) — тайская тяжелоатлетка, член национальной сборной Таиланда. Чемпионка Олимпийских игр 2008 года в Пекине, вице-чемпионка мира 2005 года. Выступала в весовой категории до 53 кг.
Сменила имя и фамилию в 2007 году «на удачу».